# El Pinar de El Hierro
El Pinar de El Hierro er en by og kommune i det sydvestlige Spanien på øen El Hierro i provinsen Santa Cruz de Tenerife, De Kanariske Øer. Den har et indbyggertal på 2.010 (2024) indbyggere.
El Pinar de El Hierro er den sydligste kommune i Spanien og den næstvestligste.